# Lampang
Lampang é uma cidade da Tailândia localizada no vale do rio Wang e dista cerca de seiscentos quilômetros de Bangkok.